# Pilea tetraphylla
Pilea tetraphylla là loài thực vật có hoa trong họ Tầm ma. Loài này được (Steud.) Blume miêu tả khoa học đầu tiên năm 1856.